# Leistungsrichter
Leistungsrichter ist die Bezeichnung für Personen, die im Hundesport die Leistungen der Prüfungsteilnehmer bewerten. Sie sind in ihren Entscheidungen an die Regelwerke der Vereine, die sie berufen haben, gebunden. Das sind insbesondere die Prüfungsordnung der entsprechenden Sportart sowie der dazugehörende Leistungsrichterleitfaden. Ihre Tätigkeit ist in einer Leistungsrichterordnung des jeweiligen Vereins geregelt.
Im Folgenden werden die Regelungen des VDH dargestellt. Seine Mitgliedsvereine haben teils Regelwerke, die die Bestimmungen des VDH ergänzen und konkretisieren. Ähnliche Richterbestimmungen gibt es in allen Mitgliedsländern der FCI und ihren Mitgliedsvereinen. Die Ausbildung und Prüfung von Richtern in der FCI geschieht durch die jeweiligen Mitgliedsländer. Richter werden von den Mitgliedern gegenseitig anerkannt.

## Voraussetzungen für eine Tätigkeit als Leistungsrichter
Ein Leistungsrichter qualifiziert sich für seine Tätigkeit im Rahmen einer Leistungsrichteranwartschaft und weist seine Befähigung dort und in einer Abschlussprüfung beim VDH nach. Danach kann er durch seinen VDH-Mitgliedsverein zum Leistungsrichter ernannt werden. Die Ernennung wird durch die Publikation im Verbandsorgan des VDH bekannt gemacht. Die VDH-Mitgliedsvereine führen entsprechende Listen der Leistungsrichter, die großenteils auch im Internet publiziert sind.
Um Leistungsrichteranwärter zu werden, muss ein Hundesportler bestimmte Voraussetzungen erfüllen. Dazu gehört neben persönlichen und verbandsformalen Kriterien seine entsprechende sportliche Qualifikation. Diese beinhaltet, dass er mindestens einen Hund selbst ausgebildet hat und in der VDH-Begleithundprüfung sowie in allen Prüfungsklassen der jeweiligen Sportart erfolgreich geführt hat. Außerdem muss er als Übungsleiter und Prüfungs-/Wettkampfleiter tätig gewesen sein. Die Tätigkeit als Übungsleiter setzt bereits eine Qualifikation voraus, die mit einem VDH-Sachkundenachweis für die jeweilige Sportart belegt wird. Vor dem Beginn der Leistungsrichteranwartschaft erfolgt eine Prüfung zum Nachweis der fachlich-sportlichen Eignung.

## Tätigkeit als Leistungsrichter
Der Leistungsrichter (LR) bewertet (ausschließlich) bei termingeschützten Prüfungen die gezeigten Leistungen der teilnehmenden Hunde. Er ist in seiner Wertung an die jeweilige Prüfungsordnung sowie die Bestimmungen des VDH (z. B. Leistungsrichterleitfaden) gebunden. Die Bewertung muss ohne Ansehen der Person erfolgen und darf sich nur auf die eigene Wahrnehmung stützen. Die Wertung ist am Prüfungstag nicht anfechtbar. Ein Prüfungsteilnehmer, der am Prüfungstag Kritik am Richter übt, kann disqualifiziert werden. Einsprüche gegen die Bewertung des Leistungsrichters sind schriftlich nach der Prüfung möglich und einzig mögliche Begründung ist eine regelwidrige Bewertung.
Leistungsrichter dürfen nur in einem Mitgliedsverband des VDH als solche geführt werden. Die Leistungsrichter werden für die jeweilige Prüfung mit der Erteilung des Terminschutzes festgelegt. Ein Leistungsrichter kann entweder vom die Prüfung ausrichtenden Verein eingeladen oder für die Prüfung zugewiesen werden.
Zur Erhaltung ihres Status als Richter müssen Leistungsrichter auch als solche tätig sein, also tatsächlich Prüfungen richten.